# Aloconota subgrandis
Aloconota subgrandis – gatunek chrząszcza z rodziny kusakowatych i podrodziny rydzenic.
Gatunek ten opisany został po raz pierwszy w 1954 roku przez Larsa Zakariasa Brundina.
Chrząszcz o wydłużonym ciele długości od 3,5 do 4 mm, tężej zbudowany niż A. sulcifrons. Oczy w widoku górnym są znacznie krótsze od niekompletnie obrzeżonych listewkowato skroni. Czułki są grubsze niż u A. insecta, a przedostatni ich człon jest wyraźnie poprzeczny. Przedplecze jest wyraźnie szagrynowane i gęsto punktowane, nieco słabiej połyskujące niż u A. insecta. Na linii środkowej przedplecza owłosienie jest skierowane ku tyłowi w części przedniej, a ku przodowi w części tylnej. Pokrywy są o ⅔ szersze niż przedplecze, a mierzone wzdłuż szwu trochę od niego dłuższe. Ich powierzchnia punktowana jest rzadziej i trochę mocniej niż u A. insecta. Owłosienie w wewnętrznych połowach pokryw kieruje się bardziej na zewnątrz niż ku tyłowi. Stopy tylnej pary mają człon pierwszy znacznie dłuższy od drugiego, ale wyraźnie krótszy niż drugi i trzeci razem wzięte. Odwłok ma równoległe w zarysie boki. Trzy pierwsze jego tergity są punktowane gęsto, choć rzadziej niż u A. insecta; czwarty ma punktowanie tylko nieznacznie bardziej rozproszone od poprzedniego. U podstawy czwartego tergitu brak jest poprzecznego wcisku. U samca piąty tergit wyposażony jest w wyraźny, podłużny wzgórek, a szósty odznacza się obecnością czterech ząbków na tylnej krawędzi.
Gatunek palearktyczny, europejski, znany z Francji, Belgii, Luksemburga, Niemiec, Szwajcarii, Austrii, Włoch, Danii, Szwecji, Norwegii i Finlandii.